# Бернард Кац
Сър Бернард Кац (sir Bernard Katz) е британски биофизик и неврофизиолог от Германия. Носител на Нобелова награда за физиология или медицина (1970 г.).

## Биография
Кац е роден в Германия в семейство на евреи ашкенази – Макс Кац (търговец на кожа, емигрирал от Русия) и Евгения Рабинович (от Варшава). След завършването на гимназията учи в Лайпцигския университет.
През 1935 г. поради еврейския си произход се налага да емигрира за Англия, занимава се с научни изследвания и обучение в Университетски колеж Лондон. През 1938 г. заминава за Сидни, Австралия. Получава британско поданство и постъпва на военна служба. След войнта се установява в Лондон.

## Научни изследвания
Основните изследвания на Бернард Кац са в областта на неврофизиологията, като се занимава с мембранна биофизика. Изследвайки биологичната мембрана, изучава предаването на възбуждането на нервните клетки към мускулните влакна. След като Хенри Дейл и Ото Льови доказват ролята на ацетилхолина като невротрансмитер, Кац изследва точния биофизически механизъм на освобождаване на връзката между нервите и мускулите. За целта използва микропипети (микросонди), с помощта на които измерва потенциала (ЕРР) на биологичната мембрана. При това той открива наличие на шум, включително при липсата на възбуждане, като шумът изчезва при подаването на антагонистът на ацетилхолина: кураре. Кац изказва хипотезата, че невротрансмитери от рода на ацетилхолина се подават само под формата на пакети (квантоване). При това изследва и показва и ролята на калциевите йони в този процес.
За изследванията си на количествените форми на зависимост при предаването на информацията получава, заедно с Улф фон Ойлер и Джулиъс Акселрод, Нобеловата награда за физиология или медицина през 1970 г.